# Alegeri locale în Chișinău, 2023
Alegerile locale din Chișinău din 2023, parte a alegerilor locale generale din 2023 din Republica Moldova, s-au desfășurat pe 5 noiembrie 2023.

## Context
În urma alegerilor locale din 2019, primarul municipiului Chișinău a fost ales Ion Ceban. Acesta a demisionat din funcția de membru de partid în data de 30 decembrie 2021 și a anunțat că își formează propria formațiune politică.

## Componența Consiliului Municipal Chișinău înainte de alegeri
|  | Partid                                       | Consilieri | Componența Consiliului | Componența Consiliului | Componența Consiliului | Componența Consiliului | Componența Consiliului | Componența Consiliului | Componența Consiliului | Componența Consiliului | Componența Consiliului | Componența Consiliului | Componența Consiliului | Componența Consiliului | Componența Consiliului | Componența Consiliului | Componența Consiliului | Componența Consiliului | Componența Consiliului | Componența Consiliului | Componența Consiliului | Componența Consiliului | Componența Consiliului | Componența Consiliului |
|  | -------------------------------------------- | ---------- | ---------------------- | ---------------------- | ---------------------- | ---------------------- | ---------------------- | ---------------------- | ---------------------- | ---------------------- | ---------------------- | ---------------------- | ---------------------- | ---------------------- | ---------------------- | ---------------------- | ---------------------- | ---------------------- | ---------------------- | ---------------------- | ---------------------- | ---------------------- | ---------------------- | ---------------------- |
|  | Partidul Socialiștilor din Republica Moldova | 22         |                        |                        |                        |                        |                        |                        |                        |                        |                        |                        |                        |                        |                        |                        |                        |                        |                        |                        |                        |                        |                        |                        |
|  | Platforma Demnitate și Adevăr                | 10         |                        |                        |                        |                        |                        |                        |                        |                        |                        |                        |                        |                        |                        |                        |                        |                        |                        |                        |                        |                        |                        |                        |
|  | Partidul Acțiune și Solidaritate             | 9          |                        |                        |                        |                        |                        |                        |                        |                        |                        |                        |                        |                        |                        |                        |                        |                        |                        |                        |                        |                        |                        |                        |
|  | Partidul Liberal                             | 3          |                        |                        |                        |                        |                        |                        |                        |                        |                        |                        |                        |                        |                        |                        |                        |                        |                        |                        |                        |                        |                        |                        |
|  | Partidul Social Democrat European            | 2          |                        |                        |                        |                        |                        |                        |                        |                        |                        |                        |                        |                        |                        |                        |                        |                        |                        |                        |                        |                        |                        |                        |
|  | Partidul „ȘOR”                               | 2          |                        |                        |                        |                        |                        |                        |                        |                        |                        |                        |                        |                        |                        |                        |                        |                        |                        |                        |                        |                        |                        |                        |
|  | Partidul Unității Naționale                  | 1          |                        |                        |                        |                        |                        |                        |                        |                        |                        |                        |                        |                        |                        |                        |                        |                        |                        |                        |                        |                        |                        |                        |
|  | Mișcarea social-politică „Forța Nouă”        | 1          |                        |                        |                        |                        |                        |                        |                        |                        |                        |                        |                        |                        |                        |                        |                        |                        |                        |                        |                        |                        |                        |                        |
|  | Partidul Comuniștilor din Republica Moldova  | 1          |                        |                        |                        |                        |                        |                        |                        |                        |                        |                        |                        |                        |                        |                        |                        |                        |                        |                        |                        |                        |                        |                        |

## Candidați

### Confirmați
Următorii candidați au confirmat intenția de a candida:
- Ion Ceban (MAN) – primar general al municipiului Chișinău, președinte al MAN.[3][4]
- Anatol Usatîi (PDCM) – vicepreședinte al PDCM, ex-ministru al economiei și infrastructurii (2019–2020; 2020)[5]
- Lilian Carp (PAS) – deputat, președinte al Comisiei parlamentare securitate națională, apărare și ordine publică, vicepreședinte al PAS[6]
- Mihai Bagas (LOC) – activist civic, ex-director adjunct de marketing la Regia „Autosalubritate”[7]
- Ion Bulgac (CUB) – președinte al Organizației de Tineret a CUB[8]
- Victor Chironda (PPDA) – ex-viceprimar al municipiului Chișinău[9]
- Tatiana Bordeianu (PACE) – șef al Departamentului relații externe și integrare europeană a Partidului Acasă Construim Europa (PACE).[10]
- Vasile Costiuc (PDA) – președinte al Partidului „Democrația Acasă”.[11]
- Ion Purice Nistor (PL) – vicepreședinte al Partidului Liberal[12]
- Vadim Brînzaniuc (PSDE)  – vicepreședinte al Partidul Social Democrat European[13]
- Adrian Albu (PSRM) – jurist, deputat[14]
- Ruslan Codreanu (PPO) – președinte al Partidului „Puterea Oamenilor”, ex-primar general interimar al mun. Chișinău
- Mihail Poleanschi (PAC-CC) – conducătorul organizației municipale a partidului. Este antropolog de meserie și jurnalist. A fost deputat în mai multe legislaturi[15]

### Potențiali
Următorii candidați au fost subiecți al unor speculații apărute în spațiul public, mai mult sau mai puțin infirmate de către aceștia:
- Ruslan Verbițchi (PLDM) – consilier în CMC[16]
- Renato Usatîi (PN) – președintele Partidului Nostru[17]

## Rezultate
| Candidat                                                                             | Partid                                                   | Primul tur | Primul tur |
| Candidat                                                                             | Partid                                                   | Voturi     | %          |
| ------------------------------------------------------------------------------------ | -------------------------------------------------------- | ---------- | ---------- |
| Ion Ceban                                                                            | Mișcarea Alternativa Națională                           | 132.802    | 50,62      |
| Lilian Carp                                                                          | Partidul Acțiune și Solidaritate                         | 74.074     | 28,23      |
| Adrian Albu                                                                          | Partidul Socialiștilor din Republica Moldova             | 11.871     | 4,52       |
| Victor Chironda                                                                      | Platforma Demnitate și Adevăr                            | 10.011     | 3,82       |
| Vasile Bolea                                                                         | Partidul „Renaștere”                                     | 6.334      | 2,41       |
| Vasile Costiuc                                                                       | Partidul Democrația Acasă                                | 5.518      | 2,10       |
| Diana Caraman                                                                        | Partidul Comuniștilor din Republica Moldova              | 4.456      | 1,70       |
| Ruslan Codreanu                                                                      | Blocul electoral „Ruslan Codreanu”                       | 3.686      | 1,40       |
| Ștefan Gligor                                                                        | Partidul Schimbării                                      | 2.181      | 0,83       |
| Anatol Usatîi                                                                        | Partidul Dezvoltării și Consolidării Moldovei            | 2.137      | 0,81       |
| Ion Bulgac                                                                           | Coaliția pentru Unitate și Bunăstare                     | 1.861      | 0,71       |
| Oleg Burlacu                                                                         | Partidul Liberal Democrat din Moldova                    | 1.024      | 0,39       |
| Vadim Brînzaniuc                                                                     | Partidul Social Democrat European                        | 1.011      | 0,39       |
| Dragoș Galbur                                                                        | Partidul Național Moldovenesc                            | 897        | 0,34       |
| Ion Ștefăniță                                                                        | Mișcarea „Respect Moldova”                               | 673        | 0,26       |
| Constantin Butucel                                                                   | Partidul „Acasă Construim Europa”                        | 662        | 0,25       |
| Ion Purice                                                                           | Partidul Liberal                                         | 532        | 0,20       |
| Andrei Donică                                                                        | Mișcarea Profesioniștilor „Speranța-Надежда”             | 486        | 0,19       |
| Mihail Poleanschi                                                                    | Partidul Acțiunii Comune – Congresul Civic               | 388        | 0,15       |
| Arina Spătaru                                                                        | Alianța Liberalilor și Democraților pentru Europa        | 343        | 0,13       |
| Ștefan Urîtu                                                                         | Partidul „Voința Poporului”                              | 329        | 0,13       |
| Roman Mihăeș                                                                         | Partidul Național Liberal                                | 315        | 0,12       |
| Alla Popova                                                                          | Partidul „Patrioții Moldovei”                            | 251        | 0,10       |
| Tatiana Platon                                                                       | Partidul „Forța de Alternativă și de Salvare a Moldovei” | 164        | 0,06       |
| Anatolie Prohnițchi                                                                  | Partidul Verde Ecologist                                 | 153        | 0,06       |
| Andrei Munteanu                                                                      | Partidul „NOI”                                           | 113        | 0,04       |
| Ruslan Popa                                                                          | Partidul „Noua Opțiune Istorică”                         | 81         | 0,03       |
|                                                                                      |                                                          |            |            |
| Voturi nule                                                                          |                                                          |            |            |
| Total                                                                                | Total                                                    | 266,979    | 266,979    |
| Prezență, %                                                                          | Prezență, %                                              | 40,96      | 40,96      |
| Sursă: Comisia Electorală Centrală Arhivat în 19 noiembrie 2023, la Wayback Machine. |                                                          |            |            |